# Nati nel 1974/Febbraio
| Questa pagina contiene informazioni ricavate automaticamente dalle voci biografiche con l'ausilio del template Bio e di un bot. L'aggiornamento è periodico e automatico e ricostruisce completamente la pagina. Se manca una persona in questa lista, sei pregato di non aggiungerla, ma accertati piuttosto che la sua voce biografica contenga il template Bio e che i dati anagrafici siano correttamente compilati. Se il template Bio manca, inseriscilo tu stesso o, in alternativa, metti l'avviso {{tmp\|Bio}} che ne segnala la mancanza. Se i dati riportati sono sbagliati, correggi direttamente la voce biografica; le modifiche saranno visibili in questa lista entro pochi giorni. Per chiarimenti vedi il progetto biografie. La lista contiene solo le 312 persone che sono citate nell'enciclopedia e per le quali è stato implementato correttamente il template Bio. Pagina aggiornata al 18 ago 2025. |

- 1º febbraio - Isabel Bayrakdarian, soprano armeno
- 1º febbraio - Luciano Caldore, cantautore e attore italiano
- 1º febbraio - Panos Cosmatos, regista greco
- 1º febbraio - Roberto Heras, ex ciclista su strada spagnolo
- 1º febbraio - Taras Lucenko, ex calciatore ucraino
- 1º febbraio - Víctor Luengo, ex cestista spagnolo
- 1º febbraio - Teodor, arcivescovo cattolico ucraino
- 1º febbraio - Walter McCarty, ex cestista, allenatore di pallacanestro e cantante statunitense
- 1º febbraio - David Meca, ex nuotatore spagnolo
- 1º febbraio - Bartłomiej Nizioł, violinista polacco
- 1º febbraio - Richard Richardsson, ex snowboarder svedese
- 1º febbraio - Fabio Violetti, ex pallanuotista italiano
- 2 febbraio - Takashi Akita, pilota motociclistico giapponese
- 2 febbraio - Radosław Kałużny, ex calciatore polacco
- 2 febbraio - Khatuna Narimanidze, arciera georgiana
- 2 febbraio - Oz Perkins, regista, sceneggiatore e attore statunitense
- 2 febbraio - Tomáš Poštulka, ex calciatore ceco
- 2 febbraio - Tetjana Šablins'ka, ex cestista ucraina
- 2 febbraio - Shana Sweitzer, ex sciatrice alpina statunitense
- 2 febbraio - Elxan Süleymanov, ex sollevatore azero
- 2 febbraio - Sergio Volpi, allenatore di calcio e ex calciatore italiano
- 3 febbraio - Marina Burmistrova, ex cestista russa
- 3 febbraio - Nenad Grozdić, allenatore di calcio e ex calciatore serbo
- 3 febbraio - Shahab Hosseini, attore iraniano
- 3 febbraio - Daniel Igali, lottatore canadese
- 3 febbraio - Julie Meadows, ex attrice pornografica statunitense
- 3 febbraio - Ayanna Pressley, politica statunitense
- 3 febbraio - Jason Ricci, armonicista e cantante statunitense
- 3 febbraio - Carlos Henrique Rodrigues do Nascimento, ex cestista brasiliano
- 3 febbraio - Florian Rousseau, ex pistard francese
- 3 febbraio - Mirko Signorile, pianista e compositore italiano
- 3 febbraio - Miriam Yeung, cantante e attrice cinese
- 4 febbraio - Simone Cattaneo, poeta italiano († 2009)
- 4 febbraio - Urmila Matondkar, attrice indiana
- 4 febbraio - Luca Mazzanti, ex ciclista su strada italiano
- 4 febbraio - Lee Pearson, cavaliere britannico
- 4 febbraio - Jeff Schroeder, musicista statunitense
- 4 febbraio - Irina Skladneva, ex fondista russa
- 4 febbraio - Samir Xairov, ex calciatore azero
- 5 febbraio - Jesper Blomqvist, allenatore di calcio, ex calciatore e cuoco svedese
- 5 febbraio - Michele Cadei, pilota motonautico e dirigente sportivo italiano
- 5 febbraio - Elos Elonga-Ekakia, ex calciatore congolese (Repubblica Democratica del Congo)
- 5 febbraio - Erica Johansson, ex lunghista svedese
- 5 febbraio - Adrienne Johnson, ex cestista statunitense
- 5 febbraio - Goran Kalamiza, ex cestista croato
- 5 febbraio - Omarosa Manigault, attrice, personaggio televisivo e politica statunitense
- 5 febbraio - Nicola Minessi, ex cestista e dirigente sportivo italiano
- 5 febbraio - Juha Tapio, cantante finlandese
- 5 febbraio - Andrea Turato, allenatore di calcio e ex calciatore italiano
- 5 febbraio - Sibelis Veranes, ex judoka cubana
- 5 febbraio - Stefanie Wegeler, ex cestista tedesca
- 6 febbraio - Jorge Aizkorreta, ex calciatore spagnolo
- 6 febbraio - Zlatko Bolić, ex cestista serbo
- 6 febbraio - Jason Cruz, cantante statunitense
- 6 febbraio - Marianna De Micheli, attrice e scrittrice italiana
- 6 febbraio - Lars Engebråten, ex calciatore norvegese
- 6 febbraio - Daniel Herbert, ex rugbista a 15 e dirigente sportivo australiano
- 6 febbraio - Olaf Lindenbergh, ex calciatore olandese
- 6 febbraio - Serge Mimpo, allenatore di calcio e ex calciatore camerunese
- 6 febbraio - Lello Musella, attore, cabarettista e cantautore italiano
- 6 febbraio - Javi Navarro, ex calciatore spagnolo
- 6 febbraio - Javier Payeras, poeta, romanziere e saggista guatemalteco
- 6 febbraio - Luz Rivas, politica statunitense
- 6 febbraio - Silke, attrice spagnola
- 6 febbraio - Martino Traversa, allenatore di calcio e ex calciatore italiano
- 6 febbraio - Nikos Vetoulas, allenatore di pallacanestro e ex cestista greco
- 6 febbraio - Hiroyuki Yoshino, doppiatore giapponese
- 7 febbraio - Jonathan Bell, rugbista a 15, insegnante e allenatore di rugby a 15 britannico
- 7 febbraio - Abdominal, rapper canadese
- 7 febbraio - Steve Nash, dirigente sportivo, ex cestista e allenatore di pallacanestro canadese
- 7 febbraio - Nujabes, disc jockey, compositore e arrangiatore giapponese († 2010)
- 7 febbraio - Gianni Resta, cantautore italiano
- 7 febbraio - Sergej Volkov, scacchista russo
- 7 febbraio - J Dilla, disc jockey, polistrumentista e rapper statunitense († 2006)
- 8 febbraio - Domenico Beneventi, vescovo cattolico italiano
- 8 febbraio - Jakub Dovalil, allenatore di calcio e ex calciatore ceco
- 8 febbraio - Kimbo Slice, artista marziale misto e pugile bahamense († 2016)
- 8 febbraio - Seth Green, attore, doppiatore e regista statunitense
- 8 febbraio - Zoran Janković, allenatore di calcio e ex calciatore jugoslavo
- 8 febbraio - Susan May Pratt, attrice statunitense
- 8 febbraio - Gennadij Michajlov, dirigente sportivo e ex ciclista su strada russo
- 8 febbraio - Joshua Morrow, attore statunitense
- 8 febbraio - Guy-Manuel de Homem-Christo, disc jockey e produttore discografico francese
- 8 febbraio - Ulises de la Cruz, politico e ex calciatore ecuadoriano
- 9 febbraio - Lorena Bianchetti, conduttrice televisiva, conduttrice radiofonica e autrice televisiva italiana
- 9 febbraio - Jordi Cruijff, allenatore di calcio, dirigente sportivo e ex calciatore olandese
- 9 febbraio - Sebastian Dietz, pentatleta tedesco
- 9 febbraio - Montego Glover, attrice e cantante statunitense
- 9 febbraio - Ali Koko, ex rugbista a 15 samoano
- 9 febbraio - Flandy Limpele, giocatore di badminton indonesiano
- 9 febbraio - Dario Passoni, allenatore di calcio e ex calciatore italiano
- 9 febbraio - Amber Valletta, supermodella e attrice statunitense
- 9 febbraio - John Wallace, ex cestista statunitense
- 10 febbraio - Elizabeth Banks, attrice, regista e produttrice cinematografica statunitense
- 10 febbraio - Bayram Bektaş, allenatore di calcio e ex calciatore turco
- 10 febbraio - María Botto, attrice argentina
- 10 febbraio - Ty Law, ex giocatore di football americano statunitense
- 10 febbraio - Ivri Lider, cantante e compositore israeliano
- 10 febbraio - Lionel Potillon, ex calciatore francese
- 11 febbraio - D'Angelo, cantante, polistrumentista e compositore statunitense
- 11 febbraio - Nick Barmby, ex calciatore, allenatore di calcio e dirigente sportivo inglese
- 11 febbraio - Alexandru Curtianu, allenatore di calcio e ex calciatore moldavo
- 11 febbraio - Saša Gajser, allenatore di calcio e ex calciatore sloveno
- 11 febbraio - Flavio Giampieretti, allenatore di calcio e ex calciatore italiano
- 11 febbraio - Ari Gold, cantautore statunitense († 2021)
- 11 febbraio - Sébastien Hinault, dirigente sportivo e ex ciclista su strada francese
- 11 febbraio - Alex Jones, conduttore radiofonico statunitense
- 11 febbraio - Isaiah Mustafa, ex giocatore di football americano e attore statunitense
- 11 febbraio - Teemu Salo, giocatore di curling finlandese
- 11 febbraio - Jaroslav Špaček, ex hockeista su ghiaccio ceco
- 11 febbraio - Tao Luna, tiratrice a segno cinese
- 12 febbraio - Martin Annen, bobbista svizzero
- 12 febbraio - Jerry Bohlander, artista marziale misto statunitense
- 12 febbraio - Paolo Bravo, dirigente sportivo e ex calciatore italiano
- 12 febbraio - Lisa Brenner, attrice statunitense
- 12 febbraio - Chris Butler, animatore, scrittore e regista cinematografico inglese
- 12 febbraio - Naseem Hamed, ex pugile inglese
- 12 febbraio - Dmitrij Los'kov, allenatore di calcio e ex calciatore russo
- 12 febbraio - Sarah Manguso, scrittrice e poetessa statunitense
- 12 febbraio - Rachel Marsden, giornalista canadese
- 12 febbraio - Jacopo Massaro, politico italiano
- 12 febbraio - Marco Morandi, cantante, attore e compositore italiano
- 12 febbraio - Geert Omloop, dirigente sportivo e pistard belga
- 12 febbraio - David Pirri, allenatore di calcio e ex calciatore spagnolo
- 12 febbraio - Toranosuke Takagi, ex pilota automobilistico giapponese
- 12 febbraio - Ángel Vivar Dorado, ex calciatore spagnolo
- 13 febbraio - Ahmad Al-Mutairi, ex calciatore kuwaitiano
- 13 febbraio - Jeff Duran, attore, comico e produttore discografico statunitense
- 13 febbraio - Gus Hansen, giocatore di poker danese
- 13 febbraio - Stefan Kobel, ex giocatore di beach volley svizzero
- 13 febbraio - Patrice Manuel, ex sciatore alpino e sciatore freestyle francese
- 13 febbraio - Ricardo Peral, ex cestista spagnolo
- 13 febbraio - Robbie Williams, cantautore e showman britannico
- 14 febbraio - Andrea Colombo, ex velocista italiano
- 14 febbraio - Davide Diacci, ex cestista e allenatore di pallacanestro italiano
- 14 febbraio - Pierfrancesco Fiorenza, produttore cinematografico, regista e sceneggiatore italiano
- 14 febbraio - Filippa Giordano, cantante italiana
- 14 febbraio - David Latasa, ex ciclista su strada spagnolo
- 14 febbraio - Liao Fan, attore cinese
- 14 febbraio - Philippe Léonard, ex calciatore belga
- 14 febbraio - Viktor Paço, ex calciatore albanese
- 14 febbraio - Matt Redman, cantante e musicista britannico
- 14 febbraio - Óscar Redondo, allenatore di calcio a 5 e ex giocatore di calcio a 5 spagnolo
- 14 febbraio - Gürkan Sermeter, ex calciatore svizzero
- 14 febbraio - Oleksandr Symonenko, ex pistard ucraino
- 14 febbraio - Roberto Turri, politico italiano
- 14 febbraio - Valentina Vezzali, politica e ex schermitrice italiana
- 15 febbraio - Pavel Budínský, ex cestista e allenatore di pallacanestro ceco
- 15 febbraio - Attilio Fontana, attore, cantante e compositore italiano
- 15 febbraio - Martin Gendron, hockeista su ghiaccio canadese
- 15 febbraio - Miranda July, regista, sceneggiatrice e attrice statunitense
- 15 febbraio - Gina Lynn, ex attrice pornografica portoricana
- 15 febbraio - Alberto Marcos Rey, ex calciatore spagnolo
- 15 febbraio - Saverio Palusci, allenatore di calcio a 5 e ex giocatore di calcio a 5 italiano
- 15 febbraio - Song Jae-geun, ex pattinatore di short track sudcoreano
- 15 febbraio - Kathryn Williams, cantautrice britannica
- 15 febbraio - Alexander Wurz, pilota automobilistico austriaco
- 16 febbraio - Tisir Al-Antaif, ex calciatore saudita
- 16 febbraio - Mahershala Ali, attore statunitense
- 16 febbraio - Jean de Azevedo, pilota motociclistico brasiliano
- 16 febbraio - José Dominguez, allenatore di calcio e ex calciatore portoghese
- 16 febbraio - Fanīs Katergiannakīs, ex calciatore greco
- 16 febbraio - Tomasz Kucharski, ex canottiere polacco
- 16 febbraio - Olgierd Moskalewicz, ex calciatore polacco
- 16 febbraio - Nico Ramírez, ex calciatore messicano
- 16 febbraio - Vasilīs Samaras, ex calciatore greco
- 17 febbraio - Al-Muhtadee Billah, principe bruneiano
- 17 febbraio - Monica Barbaro, ex cestista italiana
- 17 febbraio - Nenad Bjeković, ex calciatore jugoslavo
- 17 febbraio - Frédéric Bolley, pilota motociclistico francese
- 17 febbraio - Edvin Marton, compositore e violinista ungherese
- 17 febbraio - Joy McNichol, ex cestista canadese
- 17 febbraio - Maria Monsè, attrice e conduttrice televisiva italiana
- 17 febbraio - Kaoru Niikura, chitarrista giapponese
- 17 febbraio - Jerry O'Connell, attore statunitense
- 17 febbraio - Óscar Rodríguez Bonache, ex cestista spagnolo
- 17 febbraio - Branko Sinđelić, ex cestista serbo
- 17 febbraio - Masanobu Takayanagi, direttore della fotografia giapponese
- 17 febbraio - Kōsuke Yamashita, compositore giapponese
- 18 febbraio - Marco Barlatay, calciatore argentino († 2025)
- 18 febbraio - Valentina Bisti, giornalista e conduttrice televisiva italiana
- 18 febbraio - Radek Černý, ex calciatore ceco
- 18 febbraio - Marijo Dodik, ex calciatore bosniaco
- 18 febbraio - Ronaldo Guiaro, ex calciatore brasiliano
- 18 febbraio - Julia Butterfly Hill, ambientalista e scrittrice statunitense
- 18 febbraio - Urška Hrovat, ex sciatrice alpina slovena
- 18 febbraio - Carrie Ann Baade, pittrice statunitense
- 18 febbraio - Evgenij Kafel'nikov, ex tennista russo
- 18 febbraio - Nadine Labaki, attrice, regista e sceneggiatrice libanese
- 18 febbraio - Daniel Kenedy, ex calciatore guineense
- 18 febbraio - Mario Prišć, ex calciatore croato
- 18 febbraio - Donzel Rush, cestista statunitense († 2017)
- 18 febbraio - José Manuel Suárez Rivas, ex calciatore spagnolo
- 18 febbraio - Béla Szabados, ex nuotatore ungherese
- 19 febbraio - Karen Cross, ex tennista britannica
- 19 febbraio - Christian Flindt-Bjerg, ex calciatore danese
- 19 febbraio - Weke Nimombe, ex calciatore togolese
- 19 febbraio - Kastriot Peqini, ex calciatore albanese
- 19 febbraio - Renivaldo Pereira de Jesus, ex calciatore brasiliano
- 19 febbraio - Pier Filippo Rossi, ex cestista, allenatore di pallacanestro e procuratore sportivo italiano
- 19 febbraio - Tanja Schneider, ex sciatrice alpina austriaca
- 19 febbraio - Ilaria Sciorelli, ex nuotatrice italiana
- 19 febbraio - Daniel Tjernström, ex calciatore svedese
- 19 febbraio - Justino Victoriano, ex cestista angolano
- 19 febbraio - Lezley Zen, ex attrice pornografica statunitense
- 20 febbraio - Karim Bagheri, allenatore di calcio e ex calciatore iraniano
- 20 febbraio - Michelle Campbell, ex cestista statunitense
- 20 febbraio - Oliver Caruso, ex sollevatore tedesco
- 20 febbraio - Donatella Conzatti, politica italiana
- 20 febbraio - Fabio Gentile, ex giocatore di football americano e dirigente sportivo italiano
- 20 febbraio - Vera Il'ina, ex tuffatrice russa
- 20 febbraio - Radoslav Kráľ, ex calciatore slovacco
- 20 febbraio - Andrea Meneghin, ex cestista, allenatore di pallacanestro e commentatore televisivo italiano
- 20 febbraio - Amiran Mujiri, ex calciatore georgiano
- 20 febbraio - Maciej Murawski, ex calciatore polacco
- 20 febbraio - Antti Sumiala, ex calciatore finlandese
- 20 febbraio - Fred Testot, attore, comico e cabarettista francese
- 20 febbraio - Wang Xiufen, ex sollevatrice cinese
- 20 febbraio - Ophélie Winter, attrice, cantante e ex modella francese
- 21 febbraio - Ruslan Agalarov, allenatore di calcio e ex calciatore sovietico
- 21 febbraio - Gilbert Agius, allenatore di calcio e ex calciatore maltese
- 21 febbraio - Kevin Blom, arbitro di calcio olandese
- 21 febbraio - Leroy Blyden, ex cestista americo-verginiano
- 21 febbraio - Iván Campo, ex calciatore spagnolo
- 21 febbraio - Christian M. Goldbeck, scenografo tedesco
- 21 febbraio - Elena Grudneva, ex ginnasta russa
- 21 febbraio - Giuliano Tadeu Aranda, ex calciatore brasiliano
- 21 febbraio - Luigi Sala, ex calciatore italiano
- 21 febbraio - Tomáš Votava, ex calciatore ceco
- 21 febbraio - Marianne Winge, ex sciatrice alpina norvegese
- 22 febbraio - James Blunt, cantautore, musicista e ex militare britannico
- 22 febbraio - Dominika Butkiewicz, ex schermitrice polacca
- 22 febbraio - James Lavelle, musicista e produttore discografico britannico
- 22 febbraio - Kyōko Nagatsuka, ex tennista giapponese
- 22 febbraio - Simona Nasi, attrice italiana
- 22 febbraio - Antonio Nicoletti, politico e urbanista italiano
- 22 febbraio - Markus Schopp, allenatore di calcio e ex calciatore austriaco
- 22 febbraio - Matthew White, dirigente sportivo, ex ciclista su strada e pistard australiano
- 23 febbraio - Stéphane Bernadis, ex pattinatore artistico su ghiaccio francese
- 23 febbraio - Annalisa Cuzzocrea, giornalista italiana
- 23 febbraio - Frank Defays, allenatore di calcio e ex calciatore belga
- 23 febbraio - Riccardo Del Dotto, scacchista italiano
- 23 febbraio - Hassen Gabsi, ex calciatore tunisino
- 23 febbraio - Robert Grdović, allenatore di calcio a 5 e ex giocatore di calcio a 5 croato
- 23 febbraio - Lael Gregory, ex snowboarder statunitense
- 23 febbraio - Giorgio Marchesi, attore italiano
- 23 febbraio - Maurizio Oddo, pallavolista italiano
- 23 febbraio - Frédéric Pierre, ex calciatore belga
- 23 febbraio - Abder Ramdane, allenatore di calcio e ex calciatore francese
- 24 febbraio - Michael Angerschmid, allenatore di calcio e ex calciatore austriaco
- 24 febbraio - Takuma Aoki, pilota motociclistico e pilota automobilistico giapponese
- 24 febbraio - Mircea Badea, showman, giornalista e attore rumeno
- 24 febbraio - Alberto Colombo, allenatore di calcio e ex calciatore italiano
- 24 febbraio - Gila Gamliel, politica israeliana
- 24 febbraio - Chad Hugo, musicista e produttore discografico statunitense
- 24 febbraio - Anjanette Kirkland, ex ostacolista statunitense
- 24 febbraio - Chadžimurad Magomedov, ex lottatore russo
- 24 febbraio - José Mamede, ex calciatore portoghese
- 24 febbraio - Nicola Pavarini, allenatore di calcio e ex calciatore italiano
- 24 febbraio - Simeon Rice, ex giocatore di football americano statunitense
- 24 febbraio - Antonio Scricco, illustratore italiano
- 24 febbraio - Shigenori Soejima, artista giapponese
- 24 febbraio - Bonnie Somerville, attrice statunitense
- 24 febbraio - Brahim Thiam, ex calciatore francese
- 24 febbraio - Brahima Traoré, ex calciatore burkinabé
- 24 febbraio - Ėteri Tutberidze, ex danzatrice su ghiaccio e allenatrice di pattinaggio su ghiaccio russa
- 25 febbraio - Divya Bharti, attrice indiana († 1993)
- 25 febbraio - René Bolf, ex calciatore ceco
- 25 febbraio - Freddy Fernández, allenatore di calcio e ex calciatore costaricano
- 25 febbraio - Peter Guarasci, ex cestista e allenatore di pallacanestro canadese
- 25 febbraio - Shōtarō Morikubo, attore, doppiatore e cantante giapponese
- 25 febbraio - Dominic Raab, politico britannico
- 25 febbraio - Vanessa Rae Kelly, modella, personaggio televisivo e attrice australiana
- 25 febbraio - Rupert Ryan, ex calciatore neozelandese
- 25 febbraio - José de Sousa, giocatore di freccette portoghese
- 25 febbraio - Ahmet Yıldırım, allenatore di calcio e ex calciatore turco
- 25 febbraio - Carlos de Oliveira Magalhães, ex calciatore portoghese
- 25 febbraio - Cenk İşler, ex calciatore turco
- 26 febbraio - Wences Casares, imprenditore argentino
- 26 febbraio - Maurizio Checcucci, ex velocista italiano
- 26 febbraio - Sébastien Loeb, pilota automobilistico e pilota di rally francese
- 26 febbraio - Magno Mocelin, ex calciatore brasiliano
- 26 febbraio - Lola Shoneyin, scrittrice e poetessa nigeriana
- 26 febbraio - Kostjantyn Simčuk, ex hockeista su ghiaccio ucraino
- 26 febbraio - Luca Urbani, musicista italiano
- 26 febbraio - Irina Vlah, politica e giurista moldava
- 26 febbraio - Martina Zellner, ex biatleta tedesca
- 26 febbraio - Stefano D'Aste, pilota automobilistico italiano
- 27 febbraio - Marinella Canclini, ex pattinatrice di short track italiana
- 27 febbraio - Eddy Carazas, ex calciatore peruviano
- 27 febbraio - Massimiliano Civica, regista teatrale e direttore artistico italiano
- 27 febbraio - Colin Edwards, pilota motociclistico statunitense
- 27 febbraio - Carte Goodwin, politico e avvocato statunitense
- 27 febbraio - Fernando Jubero, allenatore di calcio e dirigente sportivo spagnolo
- 27 febbraio - Wojciech Kamiński, allenatore di pallacanestro e ex cestista polacco
- 27 febbraio - Mövlud Mirəliyev, ex judoka azero
- 27 febbraio - Maja Murić, ex tennista jugoslava
- 27 febbraio - Hiroyasu Shimizu, pattinatore di velocità su ghiaccio giapponese
- 27 febbraio - Filippo Timi, attore, regista e scrittore italiano
- 28 febbraio - Amanda Abbington, attrice britannica
- 28 febbraio - Aristos Aristokleous, ex calciatore cipriota
- 28 febbraio - Lee Carsley, allenatore di calcio e ex calciatore irlandese
- 28 febbraio - Gianluca Cherubini, allenatore di calcio e ex calciatore italiano
- 28 febbraio - Georgia Ellinaki, pallanuotista greca
- 28 febbraio - Edoardo Gorini, allenatore di calcio e ex calciatore italiano
- 28 febbraio - Tom Kitt, compositore e direttore d'orchestra statunitense
- 28 febbraio - Janne Lahtela, ex sciatore freestyle finlandese
- 28 febbraio - Ambrose Makau, ex maratoneta keniota
- 28 febbraio - Michael Manasseri, attore, produttore cinematografico e regista statunitense
- 28 febbraio - Aleksey Polyakov, allenatore di calcio e ex calciatore uzbeko
- 28 febbraio - Yi Jing-Qian, ex tennista cinese
- 28 febbraio - Alexander Zickler, allenatore di calcio e ex calciatore tedesco